# Chiesa dei Santi Pietro e Paolo (Primaluna)
La chiesa prepositurale dei Santi Pietro e Paolo è la parrocchiale di Primaluna, in provincia di Lecco ed arcidiocesi di Milano; fa parte del decanato di Primaluna.

## Storia
La primitiva pieve, alcuni resti della quale sono presenti nel sottosuolo, sorse verso il XIII secolo ed estendeva la sua influenza sulla Valsassina, sulla Valle Averara, sulla Val Taleggio e sulla Valtorta. Al periodo medievale risale la parte inferiore del campanile, in stile romanico.
Nel XIII secolo risultavano dipendere dalla pieve le cappellanie curate di San Giorgio Martire di Cremeno, Santa Maria Assunta di Taceno, San Bartolomeo Apostolo di Margno, San Dionigi in Premana, Santa Brigida in Valle Averara, Santa Maria Assunta di Valtorta e Sant'Ambrogio di Pizzino; nel XV secolo esse risultavano essere dieci.
Dalla relazione della visita pastorale del 1566 dell'arcivescovo Carlo Borromeo s'apprende che la pieve foraniale comprendeva, oltre alla parrocchia capopieve, anche quelle di Sant'Antonio di Introbio, di San Bartolomeo Apostolo di Margno, dei Santi Gervasio e Protasio di Cortenova, di San Giorgio Martire di Cremeno, di San Martino di Indovero-Narro, di Santa Brigida e San Giacomo Apostolo di Averara, di Sant'Ambrogio di Pizzino, di San Giacomo di Peghera, di Sant'Alessandro di Barzio, di Sant'Andrea Apostolo di Pagnona, di San Dionigi di Premana, di San Giovanni Battista di Mezzoldo, dell'Assunzione di Maria in Valtorta, di Santa Margherita di Cusio, di Sant'Ambrogio di Ornica, di San Giovanni Battista di Sottochiesa e di San Pietro Apostolo di Olda.
Nel 1601 iniziarono i lavori di costruzione delle volte e delle cappelle laterali, che vennero portati a termine nel 1608.
Nel 1746 l'arcivescovo Giuseppe Pozzobonelli, visitando la chiesa, annotò che il clero a servizio della cura d'anime era composto da un chierico, dal previsto e da sei canonici e che la parrocchia comprendeva pure gli oratori di San Lorenzo e della Natività della Beata Vergine Maria nella frazione di Cortabbio, la chiesetta dei Santi Rocco e Sebastiano, e gli oratori dei Santi Ambrogio e Anna a Vimogno, di Santa Maria delle Grazie in località Barcone e dei Santi Giacomo Apostolo e Sant'Antonio di Padova nel borgo di Gerro.
Nel 1773 la parte terminale della chiesa subì un intervento di ricostruzione, che portò alla realizzazione dell'abside di forma semicircolare e della cupola; nel 1787 parte del territorio della pieve foraniale passò alla diocesi di Bergamo.
Sul finire del XIX secolo la pieve fu oggetto di un intervento di rifacimento, in occasione del quale la navata venne ampliata verso occidente (1892) e la facciata fu ricostruita tra il 1894 e il 1895.
Nella prima metà del XX secolo venne realizzata cappella la cappella laterale di Sant'Antonio Abate, che fu in seguito ridedicata a San Giuseppe, mentre poi l'intera chiesa subì un restauro nel 1932.
Nel 1995 il tetto venne rifatto, mentre poi nel 1995 la facciata fu ridipinta; il tetto venne nuovamente restaurato nel 2016.

## Descrizione

### Facciata
La facciata della chiesa, che è a salienti, si presenta come una commistione di stile barocco e neoclassico; è suddivisa da una cornice marcapiano in due registri, nell'inferiore dei quali sono presenti il portale maggiore, sovrastato da una lunetta e da un arco cieco, e quelli laterali, sovrastati da altrettanti oculi ed archi ciechi, mentre nel superiore, affiancato da due vele che lo raccordano a quello sottostante e da due statue raffiguranti i Santi Pietro e Paolo, è caratterizzato da una trifora.

### Interno
L'interno dell'edificio è suddiviso da colonne in tre navate, ognuna delle quali si compone di tre campate; in controfacciata è collocato l'organo, costruito dalla ditta Serassi tra il 1858 e il 1859. Sulla parete di destra trova posto una panca lignea del 1646. Sullo stesso lato si trova la cappella del Crocifisso, mentre sulla navata di sinistra si affaccia la cappella della Vergine Assunta; al termine dell'aula si sviluppa il presbiterio, rialzato di due scalini e caratterizzato da sei lesene e da un coro ligneo che presenta tredici stalli. L'altare maggiore in marmo è del 1776.
Tra le opere pittoriche, una Madonna col Bambino e i santi Domenico e Caterina attribuita alla scuola di Luigi Reali, mentre tra le sculture si segnalano un crocefisso in legno (risalente al XV secolo ma successivamente modificato) e una vasca in marmo su cui è riportato lo stemma dei Della Torre. Degli oggetti liturgici fa parte una croce astile del tardo Quattrocento.